# In-Gall

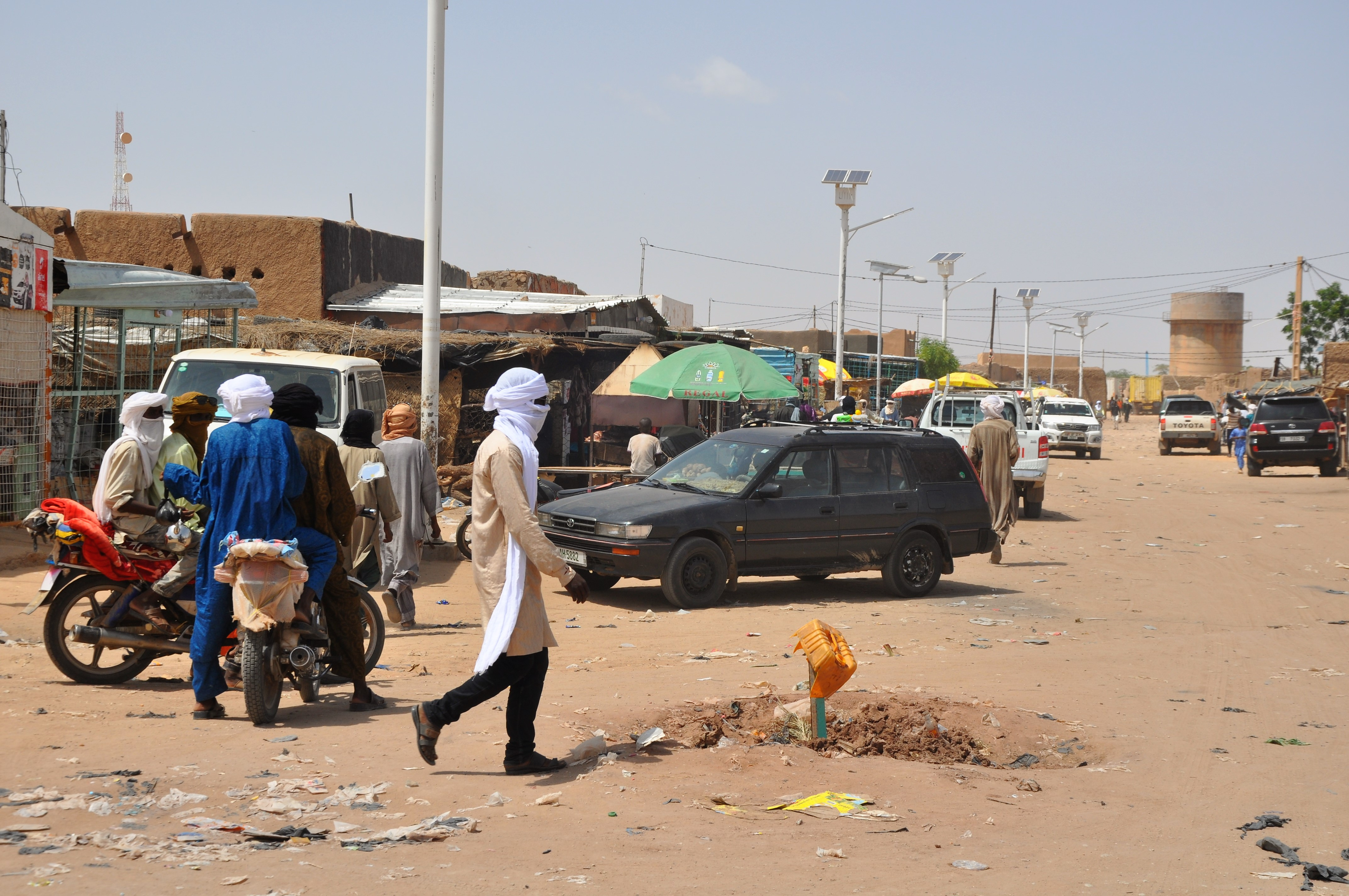
In-Gall, no Níger.

In-Gall (var. In Gall, In-Gall, In-Gal, Ingal, Ingall) é uma cidade na região de Agadez, no departamento de Tchirozerine, no nordeste do Níger. Conhecida por seus oásis e salinas, In-Gall é o ponto de encontro do festival Cure Saleé de pastores tuaregues e Wodaabe para celebrar o fim da estação chuvosa, que ocorre todo mês de setembro. Durante o festival, a população de In-Gall cresce para vários milhares de nômades, oficiais e turistas. A partir de 2011, a comuna tinha uma população total de 47.170 pessoas.
In-Gall tinha sido uma paragem nas principais estradas entre a capital do Níger, Niamey (600 km a sudoeste) e a cidade mineira de Arlit (200 km a nordeste, 150 km da fronteira com a Argélia) ou a capital provincial Agadez (100 km a leste). Na década de 1970, a estrada principal foi repavimentada para transportar urânio das minas de propriedade francesa em Arlit, mas a nova estrada contornou In-Gall, encerrando seu uso como estação intermediária. Desde então, sua população caiu de quase 5.000 pessoas para menos de 500 pessoas.
Durante a insurgência tuaregue da década de 1990, In-Gall foi uma das principais fortificações das forças armadas do Níger e, quando a paz foi concluída, em 2000, o antigo forte teria sido abandonado.

## Descrição
" In-Gall, uma cidade oásis em uma zona semidesértica que forma a porta de entrada para o Saara. InGall é um aglomerado de casas de taipa, cujos jardins, em contraste com a paisagem árida em que se insere a vila, estão repletos de árvores de fruto e hortas."

## História
A história, a arqueologia e a cultura da área de In-Gall foram extensivamente estudadas, principalmente pelo casal francês de antropólogos e arqueólogos, Suzanne e Edmond Bernus.
In-Gall não é apenas um proeminente centro sazonal tuaregue, para o qual certos clãs retornam a cada ano, mas também tem uma história como uma parada no comércio transaariano, foi um posto avançado oriental do Império Songai no século XVI, foi um importante centro do Sultanato de Aïr depois disso, e se tornou um forte colonial francês em uma região muitas vezes hostil, no início do século XX.

### Pré-história
Evidências arqueológicas mostram a área como um centro de populações pré-históricas que remontam a cerca de oito mil anos, quando ficava no meio do agora seco vale do rio Azawagh, alimentado pelo maciço de Aïr e fluindo para o sul até o rio Níger. De particular interesse foram milhares de túmulos de pedra da era pré-comum que sugerem uma cultura comum na área. Os arqueólogos também encontraram na região de In-Gall muitas das primeiras mesquitas no Níger, que remontam às primeiras ocupações berberes, antes de 1000 EC.

## Extração de sal
In-Gall está intimamente ligada à indústria de sal nas proximidades de Teguidda-n-Tessoumt, por volta de 15 km ao norte. Teguidda, no local de um antigo leito de lago, inunda à medida que a água desce do Maciço de Aïr para o leste a cada ano, produzindo lagoas naturais de sal. A população de In-Gall mantém e colhe das lagoas de evaporação aqui, enviando trabalhadores dos clãs locais para trabalhar o sal e transportá-lo de volta para In-Gall no final da temporada. In-Gall está perto o suficiente para que, ao contrário da cidade oásis de Fachi, onde os lotes são propriedade de clãs tuaregues baseados em Agadez e trabalhados por uma população permanente, os trabalhadores de Teguidda retornam a In-Gall pelo resto do ano. Teguidda também carece de um oásis estável, que fornece a In-Gall hortas e cultivo de tamareiras o ano todo. Antes de seu declínio no século XX - por causa da menor escala dos mercados de sal de In-Gall, bem como de seu fácil acesso por estrada - In-Gall já foi um destino das caravanas de sal Azalai, nas quais os mercadores tuaregues transportavam sal de os mercados aqui em todo o Sahel para usos agrícolas e medicinais.

## Mineração de urânio
Em 2004, uma corporação canadense obteve uma licença do governo para minerar urânio na área. A Northwestern Mineral Ventures recebeu as concessões de Irhazer e In-Gall, cada uma 2.000 km² de tamanho. As minas seriam supostamente minas a céu aberto. Mais de 100 licenças de exploração de urânio foram concedidas na área de Azawagh desde 2004 a empresas estrangeiras da China (mais de 40%), Canadá e Índia. Desde 2007, um consórcio de mineração chinês, cuja licença cobre uma área ao norte de In-Gall, realiza trabalhos de infraestrutura para a nova mina de urânio em Azelik, cerca de 85 km ao norte de In-Gall, que inclui a extensão de estradas de In-Gall até o local. Grupos nigerianos de direitos humanos, ambientais e tuaregues argumentaram que as atividades de mineração nessa região são uma ameaça aos escassos recursos hídricos, dos quais dependem os pastores. A curta estação chuvosa na área de Azawagh, ao norte e oeste de In-Gall, torna a região o destino do norte para um ciclo de transumância de pastoreio de gado e camelos, que faz com que as comunidades viajem para o sul até Burkina Faso durante os meses de seca.

## Dinossauros
In-Gall também é famosa por forasteiros por suas escavações paleontológicas, principalmente a Jobaria tiguidensis e os restos de florestas petrificadas que datam de 135 milhões de anos.